# Kustavi
Kustavi (Zweeds: Gustavs) is een gemeente in de Finse provincie West-Finland en in de Finse regio Varsinais-Suomi. De gemeente heeft een landoppervlakte van 165,84 km² en telt 950 inwoners (2022).
Tot de gemeente behoren ook meer dan 2000 eilanden.
De gemeente is een populaire vakantiebestemming in de zomer en er zijn ruim 2800 vakantiehuisjes. In de zomer vertienvoudigt de bevolking.
Vanaf hier vertrekken twee veerverbindingen, naar Åland (Brändö) en Iniö.
Ondanks dat de gemeente aan het Zweedstalige Åland grenst, is Kustavi eentalig Fins.